# Pianbai
Pianbai (kinesiska: 偏柏) är en socken i sydvästra Kina. Den ligger i häradet Youyang i storstadsområdet Chongqing, omkring 250 kilometer öster om det centrala stadsdistriktet Yuzhong. Antalet invånare är 10460. Befolkningen består av 5 113 kvinnor och 5 347 män. Barn under 15 år utgör 27,0 %, vuxna 15-64 år 61 %, och äldre över 65 år 10,0 %.